# Regenerator 3017
Regenerator 3017 is het zeventiende muziekalbum van Djam Karet. Djam Karet nam dit album op in de originele samenstelling ter viering van hun dertigjarig bestaan. Het album bevat instrumentale progressieve rock vermengd met fusion. Om de sfeer terug te kunnen brengen naar muziek van de jaren zestig en zeventig werden er geen technische hoogstandjes toegepast. De opname werden direct gebruikt.

## Musici
- Gayle Ellett – gitaar, boezoeki, Fender Rhodes piano, Moog synthesizer, Solina Sting Ensemble, mellotron, geluidstape
- Mike Henderson – gitaar, percussie
- Mike Murray – gitaar
- Chuck Owen – slagwerk, toetsinstrumenten, elektronica
- Henry J. Osborne – basgitaar, piano, percussie

Met
- Mark Cook – Warr-gitaar

## Muziek
| Nr. | Titel                       | Duur |
| --- | --------------------------- | ---- |
| 1.  | Prince of the inland empire | 5:35 |
| 2.  | Living in the future past   | 4:50 |
| 3.  | Desert varnish              | 7:18 |
| 4.  | Wind pillow                 | 4:39 |
| 5.  | Lost dreams                 | 3:49 |
| 6.  | Empty house                 | 6:07 |
| 7.  | On the edge of the moon     | 8:36 |